# Blutiger Staub (1967)
Blutiger Staub (Originaltitel: 20.000 dollari sul 7) ist ein Italowestern von Alberto Cardone, der seinen deutschen Erstaufführungstermin auf Video erhielt. Alternativtitel ist Rächer ohne Gnade.

## Handlung
Jerry King kommt bei der Suche nach dem Mörder seines Bruders Regan in das Städtchen Templeton. Dort findet er die Stadt von einer Gang beherrscht vor, zu deren zwei Anführer mit Sicherheit der Gesuchte gehört. Nach einigen Händeln, in denen sich Anführer Rod besonders hervortut, ist es an Jerry, die Geschehnisse zu beschleunigen. Nach einem Duell ist Rod dabei, sein Wissen um den Mord an Jerry weiterzugeben, als er vom wahren Anführer der Banditen, Gringo, erschossen wird. Der leitet alle Operationen der Bande und ist auch für den Mord an Regan verantwortlich. In einem weiteren Duell zieht Gringo gegen Jerry, der schon seine Bande gesprengt hat, den Kürzeren, sodass wieder Frieden in der Stadt einkehren kann.

## Kritik
Der Film sei ein „durchschnittlicher Italowestern, erwähnenswert einzig die Kameraarbeit und einige komödiantische Einlagen“, fasste das Lexikon des internationalen Films zusammen. Segnalazioni Cinematografiche hielten das Werk für „einen mittelmäßigen Spaghettiwestern, der merkwürdig ideenarm und ohne Erzählideen von Interesse daherkomme.“ Christian Keßler fasst zusammen: „Das einzige, was man an Lobenswertem über den Film sagen kann, ist, daß er immerhin schön selten ist.“

## Bemerkungen
Weit unterdurchschnittliche 98 Millionen Lire brachte das italienische Einspielergebnis.